# او خواهرت خواهد بود
او خواهرت خواهد بود (به هندی: Behen Hogi Teri) فیلمی محصول سال ۲۰۱۷ و به کارگردانی آجی کی. پانالال است. در این فیلم بازیگرانی همچون راجکومار رائو، شروتی حسن، دارشان جاریوالا، گلشن گروور و رانجیت ایفای نقش کرده‌اند.